# Takuro Nishimura
Takuro Nishimura (西村 卓朗 Nishimura Takuro?), född 15 augusti 1977 i Tokyo prefektur, är en japansk före detta fotbollsspelare.
Nishimura började sin karriär 2001 i Urawa Reds. 2004 flyttade han till Omiya Ardija. Han spelade 82 ligamatcher för klubben. Efter Omiya Ardija spelade han för Portland Timbers, Crystal Palace Baltimore och Consadole Sapporo. Han avslutade karriären 2011.